# Bradyporinae
Bradyporinae es una subfamilia de insectos ortópteros de la familia Tettigoniidae. Es originario de Europa, Norte de África y Asia.

## Géneros
Según Orthoptera Species File se compone de los siguientes géneros:
De estos, en la península ibérica actualmente hay registrados 16 géneros (marcados con asterisco* en el listado) con más de 60 especies, algunos de ellos exclusivos de este territorio. En contra de muchas identificaciones erróneas publicadas en la red, la especie Ephippiger ephippiger (Fiebig, 1784) NO se encuentra en la península ibérica. 
- Bradyporini Burmeister 1838
  - Bradyporus Charpentier, 1825
  - Pycnogaster Graells, 1851*
- Ephippigerini Brunner von Wattenwyl 1878
  - Albarracinia Barat, 2012*
  - Baetica Bolívar, 1903*
  - Baratia Llucià-Pomares, 2021*
  - Callicrania Bolívar, 1898*
  - Coracinotus Barat, 2012*
  - Corsteropleurus Barat, 2012
  - Ephippiger Berthold, 1827
  - Ephippigerida Bolívar, 1903*
  - Lluciapomaresius Barat, 2012*
  - Lucasinova Barat, 2012
  - Neocallicrania Pfau, 1996*
  - Parasteropleurus Barat, 2012*
  - Platystolus Bolívar, 1878*
  - Praephippigera Bolívar, 1903
  - Sabaterpia Barat, 2012
  - Steropleurus Bolívar, 1878*
  - Synephippius Navás, 1905*
  - Uromenus Bolívar, 1878
- Zichyini Bolívar, 1901
  - Damalacantha Bei-Bienko, 1951
  - Deracantha Fischer von Waldheim, 1833
  - Deracanthella Bolívar, 1901
  - Deracanthina Bei-Bienko, 1951
  - Zichya Bolívar, 1901
- tribu indeterminada
  - Callimenus Fischer von Waldheim, 1830